# Derinsu, Pazar
Derinsu là một xã thuộc huyện Pazar, tỉnh Rize, Thổ Nhĩ Kỳ. Dân số thời điểm năm 2010 là 157 người.